# Akira Matsuzawa
Akira Matsuzawa (松澤 彰 Matsuzawa Akira?), född 18 september 1997 i Aichi prefektur, är en japansk fotbollsspelare.
Matsuzawa började sin karriär 2020 i Kataller Toyama.